# Umida Tuhtamurodovna Ahmedova
Umida Tuhtamurodovna Ahmedova (ur. 21 października 1955, Parkent, Wilajet taszkencki, Uzbecka SRR) – uzbecka fotografka, autorka filmów dokumentalnych.
W 2010 roku Umida Ahmedowa została oskarżona przez władze uzbeckie o „oczernianie i obrażanie narodu uzbeckiego” przez film dokumentalny „Brzemię dziewictwa” i album ze zdjęciami pod tytułem „Kobiety i mężczyźni: od świtu do zmroku” wydany przez Ambasadę Szwajcarską w Taszkencie. Sprawa miała międzynarodowy rozgłos.
Od 2010 roku miała zakaz uczestniczenia w oficjalnych wystawach organizowanych w Uzbekistanie.

## Życiorys
Umida Ahmedova urodziła się w miejscowości Parkent na terenach Uzbeckiej SRR w 1955 roku.
W roku 1980 ukończyła studia w rosyjskiej miejscowości Włodzimierz, jako kierownik filmów amatorskich. Od 1980 roku rozpoczęła karierę zawodową jako asystent operatora w pracowni filmów popularnonaukowych i dokumentalnych „Uzkinochronika”. Od 1981 roku była członkiem klubu fotograficznego „Panorama” (Taszkent).
W roku 1986, mieszkając i pracując w Taszkencie, zaocznie ukończyła Wszechzwiązkowy Państwowy Instytut Kinematografii (WGIK) z siedzibą w Moskwie, jako operatorka filmowa.
W latach 90. pracownia „Uzkinochronika” stopniowo upadała, Umida Ahmedova zaczęła poświęcać dużo czasu fotografii. Jej pierwszym aparatem fotograficznym był „Zenit”.

## Twórczość

### Kobiety i mężczyźni: od świtu do zmroku
Album „Kobiety i mężczyźni: od świtu do zmroku” zawiera zdjęcia wykonane przez Umidę Ahmedovą w latach 1996–2006 w różnych regionach Uzbekistanu oraz częściowo Kirgistanu. Fotografie ilustrują typowe momenty z życia mieszkańców miast i wsi. Autorka określa swoje prace jako „autentyczne obrazy uzbeckich kobiet i mężczyzn”.

### Brzemię dziewictwa
Film opowiada o problemie zachowania dziewictwa panny młodej przed ślubem i stosunku do tego w rodzinach uzbeckich.